# Louis Bodin
Pour l’article ayant un titre homophone, voir Louis Baudin.
Pour les articles homonymes, voir Bodin.
Louis Bodin est un ingénieur-prévisionniste-météorologue français né le 29 décembre 1957 à Reims (Marne, France),. 
Il est le chef du service météo et prévisionniste-présentateur de la météo à la station de radio RTL depuis 2002.
Parallèlement, à partir du 7 mai 2010, il alterne à la présentation des bulletins météo sur TF1, principalement un week-end sur deux, du vendredi au dimanche en alternance avec Tatiana Silva. Il présente aussi une séquence consacrée aux nouvelles technologies au journal de 20 heures de TF1 le week-end,.

## Biographie

### Enfance et éducation
Louis Bodin est né à Reims d'un père militaire dans l'armée de l'air, originaire de Saint-Malo, et d'une mère née au Sénégal. Il est de fait souvent amené à déménager avec ses parents dans son enfance. Il a ainsi vécu à Casablanca au Maroc, puis, à Rochefort, à Mérignac, à Apt-Saint-Christol en Vaucluse, à Mantes-la-Jolie,.
Adolescent, entre 14 et 15 ans, il pratique beaucoup l'athlétisme, notamment en demi-fond, courses de fond et de 1500 m, 3000 m ou encore la course cross. Il a gagné quelques compétitions [réf. nécessaire]. Il deviendra champion des Yvelines, champion d'Île-de-France, et a fini 3e au championnat de France en relais. 
Passionné d'aviation libre, fibre qui lui vient d'un de ses oncles, Michel Bénard, il passe alors son brevet de pilote, à 17 ans. Après son bac, il intègre une prépa en maths sup, puis maths spé. Il souhaite devenir pilote de chasse mais la visite médicale de rigueur l'en dissuade. Il échoue à un concours pour entrer dans une école des arts et métiers. En parallèle, il est moniteur de voile en juin 1979. 
Après son service militaire, qu'il accomplit dans l'armée de terre, à Nîmes, il reprend goût aux études et entreprend une année universitaire, puis intègre l'École nationale de la météorologie à Bois-d'Arcy, installée dans un ancien fort militaire. Il fera partie de la dernière promo avant que l'école ne déménage à Toulouse en 1982.

### Carrière
En 1983, il commence alors à travailler comme technicien météo à Ajaccio en Corse-du-Sud. Sa passion pour la voile le décide à déménager pour Marseille afin de devenir routeur de voiliers. 
En 1990, Louis Bodin est le routeur du bateau de Florence Arthaud, l'année où elle bat le record de la traversée de l'Atlantique nord à la voile en solitaire puis elle remporte la Route du Rhum. Il est aussi le routeur de Paul Vatine, et Yves Parlier.
Durant l'été 1992, il fait ses débuts à la radio sur la station « Allauch Radio Provence », à Marseille, en présentant l'émission Embarquement 92. En 1994, il est consultant météo à LCI pour La météo du large. Passionné de voile comme lui, Philippe Gildas, alors présentateur de l'émission Nulle part ailleurs sur Canal+, lui propose de devenir consultant pour relater, à l'antenne, la vie quotidienne, les opérations et l'organisation de la course, à bord du bateau de Florence Arthaud dont la chaîne est partenaire.
En 1994, Louis Bodin démissionne de Météo-France pour rejoindre Jacques-Philippe Broux, dans le but de participer à la création de La Chaîne Météo. Il y commente les cartes de prévisions et les observations météo, en temps réel (notamment les radars de précipitations, les températures, les phénomènes météorologiques exceptionnels ou de pression atmosphérique).
En 2002, Noël Couëdel, ancien directeur de la rédaction de i>Télé, alors directeur général adjoint et directeur de l'information de RTL, lui propose de constituer un véritable service météo pour la station. Il en devient le chef et y présente depuis les bulletins sur la station dans les principales tranches d'information. 
En septembre 2009, Louis Bodin revient travailler pour le groupe Canal+ : il rejoint la chaîne d'information en continu i>Télé pour y présenter les bulletins météos,.
Au printemps 2010, tout en poursuivant sa collaboration avec RTL, il quitte i>Télé pour présenter à partir de début mai les bulletins météo de TF1 en alternance avec Évelyne Dhéliat et Catherine Laborde,.
Parallèlement, il anime l'émission Élément Terre sur RTL chaque dimanche à 19 h pendant l'été 2009, puis pendant l'été 2011 chaque dimanche de 20 h 30 à 22 h, et à nouveau pendant les étés 2012, 2013 et 2014 chaque dimanche de 13 h à 14 h ainsi que durant l'été 2015 cette fois-ci le samedi mais toujours de 13 h à 14 h et ensuite pendant les étés 2016 et 2017 toujours à la même heure.
En 2015, son livre Quand la météo fait l'histoire paraît aux éditions Albin Michel, il raconte « l'interaction entre les grands événements météorologiques et les grandes dates de l'Histoire ».

## Polémique
Il doit présenter l'émission Dropped sur TF1 pour l'été 2015, cependant, l'émission est brutalement arrêtée le 9 mars 2015, en plein tournage, du fait de la collision aérienne de Villa Castelli, provoquant la mort de dix personnes. La séquence qu'il réalise devant les carcasses d'hélicoptères encore fumantes, pour le journal de 20 heures, suscite une polémique.

## Filmographie
- 1994 : La météo du large sur LCI
- 1994-2009 : Météo sur La Chaîne Météo
- 2009-2010 : Météo sur i>Télé
- Depuis 2010 : Météo sur TF1
- Depuis 2013 : Grand Angle sur Ushuaïa TV
- 2014 : La France sauvage sur Ushuaïa TV
- 2015 : Dropped sur TF1 (annulé)
- 2017 : Pachamama sur Ushuaïa TV
- 2018 : Thermostat climatique sur Ushuaïa TV

## Vie privée
Louis Bodin était marié à Claire Depeuille-Bodin, directrice de la communication, du marketing et des ventes du Groupe IRH Environnement . Ils divorcent le 9 décembre 2015[réf. nécessaire].